# Robert Clotworthy (aktor)
Robert Bruce „Rob” Clotworthy (ur. 24 października 1955 w Los Angeles) – amerykański aktor, aktor głosowy i narrator. Pracował przy ponad 150 filmach fabularnych, programach telewizyjnych i grach komputerowych. Najbardziej znany jako narrator seriali kanału History pt. Ancient Aliens i The Curse of Oak Island oraz jako głos Jamesa „Jima” Raynora z serii gier StarCraft.

## Kariera

### Wczesna kariera
Kariera Clotworthy'ego jako aktora głosowego rozpoczęła się, gdy miał piętnaście lat: „Mój ojciec był producentem reklam radiowych i od najmłodszych lat towarzyszyłem mu w sesjach nagraniowych. Poznałem wtedy jednych z najlepszych lektorów (Jerry Stiller, Anne Meara, Mel Blanc, June Foray itp.) i oni inspirowali mnie”. Pierwszy raz przed kamerą pojawił się w 1971 roku, gdzie wystąpił w reklamie karmy dla psów Gaines-Burgers

### Rola Jima Raynora wStarCraft
Clotworthy najbardziej znany jest jako głos Jima Raynora z serii StarCraft, strategicznych gier czasu rzeczywistego. Po raz pierwszy pojawił się jako Raynor w StarCraft, gdzie Jim był główną postacią mocno zaangażowaną w fabułę gry. Robert powtórzył swoją rolę również w dodatku StarCraft: Brood War. W ankiecie dla czytelników GameSpot Raynor znalazł się w wśród dziesięciu najlepszych bohaterów. GameSpot szczególnie pochwalił jakość głosu podłożonego przez Clotworthy'ego. W 2007 roku Clotworthy stwierdził, że został zatrudniony jako głos Jima Raynora w StarCraft: Ghost, jednak gra została ostatecznie anulowana.
Clotworthy po części oparł wizerunek Raynora na obrazie z 1997 roku, przedstawiającego kosmicznego kowboja na poduszkowym pojeździe. Opisał Jima jako postać prostą, szczerą, bezpośrednią i namiętną. Według niego robi to co słuszne, nawet jeśli jest to trudny wybór. Nie szuka kłopotów, ale również nie ucieka, gdy ktoś patrzy na niego. Robert dał mu spokojny, chrapliwy głos oznaczający, że jest „badass”, co ma przekazywać innym, by zamknęli się i go słuchali. Clotworthy stwierdził również, że dzięki byciu mistrzem chińskiej sztuki walki Kung-fu San Soo, "odkrył, że dyscyplina, świadomość i dbałość o szczegóły pomogły mu rozwinąć i dodać coś od siebie wielu postaciom, które wykreował. Przykładem tego jest ulubiona i odtwarzana przez niego postać, Jim Raynor, z nagradzanej serii StarCraft stworzonej przez Blizzard Entertainment".
Dwanaście lat po premierze pierwszego StarCrafta, Clotworthy ponownie powtórzył swoją rolę Raynora w StarCraft II: Wings of Liberty. Fabuła Wings of Liberty skupia się głównie na rasie Terran oraz poczynaniach Raynora, który odgrywa bardzo ważną rolę w grze. Według recenzji Wings of Liberty serwisu ITP.net, Raynor miał perfekcyjnie podłożony głos przez Clotworthy'ego oraz został wybrany jako zwycięzca „GotY Awards 2010 – Best Voice Acting” przez brytyjską stronę Reaction Time. Następnie Robert podłożył po raz kolejny głos Jimowi w pierwszym dodatku do StarCrafta II – StarCraft II: Heart of the Swarm. 11 sierpnia 2013 roku Clotworthy zapowiedział, że powróci jako Raynor również w drugim dodatku, StarCraft II: Legacy of the Void. Gra była nominowana do wielu nagród, w tym w 2015 roku Robert otrzymał dwie nominacje od Behind The Voice Actors (BTVA) w kategorii „Best Male Vocal Performance in a Video Game in a Supporting Role” i „Best Vocal Ensemble in a Video Game”. Clotworthy podłożył również głos Raynorowi w grze multiplayer online battle arena o nazwie Heroes of the Storm.

### Inne role
Clotworthy pracował przy ponad 100 filmach i programach telewizyjnych oraz współpracował z takimi gwiazdami i reżyserami, jak Mel Brooks, Mark Rydell, Paul Greengrass, Seth Rogen, James Spader, Mark Romanek, Kathleen Turner i Simon Baker. Pojawił się m.in. jako „Forensic Technician” w czterech odcinkach amerykańskiego serialu telewizyjnego Hunter z 1980 roku. Clotworthy był narratorem nominowanego do nagrody Emmy filmu dokumentalnego Empire of Dreams: The Story of the Star Wars Trilogy i Star Wars: The Legacy Revealed. Był również narratorem Indiana Jones and the Ultimate Quest i Batman Unmasked: The Psychology of the Dark Knight. Clotworthy był znany z podkładania głosu postaci Marshall Law w Tekken 5 i dodatku Tekken 5: Dark Resurrection. Następnie był narratorem w amerykańskich serialach Ancient Aliens (od 2009 roku) i The Curse of Oak Island w latach 2014–2017, emitowanych na kanale History. Za swoją pracę nad Ancient Aliens w 2016 roku został nominowany do nagrody  w kategorii „Outstanding Narration – TV or Film, Best Voiceover”, z kolei w 2017 roku otrzymał nagrodę w kategorii „Outstanding Narration – TV, Digital or Film, Best Voiceover”. Wystąpił gościnnie w Teorii wielkiego podrywu jako Dave Roeger oraz w animowanej serii China, IL. W 2014 roku Clotworthy podkładał głos postaci „The Monk” w serii TNT pt. Wrogie niebo. W tym samym roku zagrał epizodyczną rolę lekarza marynarki wojennej, z którym konsultował się Chris Kyle w filmie Snajper z 2014 roku. W 2017 roku Clotworthy podkładał głos postaciom Black Knight, Zelgius i Finn w grze mobilnej Nintendo, Fire Emblem Heroes. W 2020 roku wcielił się w postać Setha w grze The Last of Us Part II, gdzie użyczył swojego głosu i brał udział w sesjach motion capture.